# I liga polska w rugby (1976/1977)
I liga polska w rugby (1976/1977) – dwudziesty pierwszy sezon najwyższej klasy ligowych rozgrywek klubowych rugby union w Polsce. Tytuł mistrza Polski zdobyła drużyna AZS AWF Warszawa, drugie miejsce zajęła Polonia Poznań, a trzecie Lechia Gdańsk.

## Uczestnicy rozgrywek
W rozgrywkach I ligi w tym sezonie uczestniczyło osiem drużyn. Było wśród nich sześć najlepszych drużyn poprzedniego sezonu: Polonia Poznań, Skra Warszawa, AZS AWF Warszawa, Budowlani Łódź, Posnania Poznań i Lechia Gdańsk, oraz dwie drużyny, które awansowały z II ligi: Ogniwo Sopot i Budowlani Lublin.

## Przebieg rozgrywek
Rozgrywki toczyły się w systemie jesień–wiosna, każdy z każdym, mecz i rewanż. Najsłabsza drużyna spadała do II ligi, a przedostatnia grała mecz barażowy o prawo gry w I lidze w kolejnym sezonie z drugą drużyną II ligi.
Wyniki spotkań:
|                  | Polonia Poznań | Skra Warszawa | AZS AWF Warszawa | Budowlani Łódź | Posnania Poznań | Lechia Gdańsk | Ogniwo Sopot | Budowlani Lublin |
| Polonia Poznań   | –              | 15:9          | 3:13             | 13:4           | 10:3            | 17:7          | 24:11        | 18:3             |
| Skra Warszawa    | 6:24           | –             | 9:4              | 7:7            | 32:12           | 14:6          | 38:7         | 44:15            |
| AZS AWF Warszawa | 35:6           | 30:14         | –                | 42:8           | 98:15           | 8:15          | 52:3         | 56:6             |
| Budowlani Łódź   | 15:14          | 13:15         | 3:20             | –              | 25:13           | 12:6          | 15:6         | 26:9             |
| Posnania Poznań  | 10:19          | 4:18          | 6:44             | 17:23          | –               | 12:6          | 30:7         | 18:10            |
| Lechia Gdańsk    | 10:9           | 9:7           | 17:7             | 19:6           | 16:4            | –             | 56:9         | 25:6             |
| Ogniwo Sopot     | 6:52           | 6:20          | 10:46            | 7:24           | 13:16           | 10:43         | –            | 9:12             |
| Budowlani Lublin | 6:40           | 3:6           | 15:30            | 20:22          | 12:17           | 7:13          | 27:6         | –                |

Tabela końcowa (na czerwono wiersz z drużyną, która spadła do II ligi, a na żółto z drużyną, która grała w barażu o utrzymanie w I lidze):
| Pozycja | Drużyna          | Punkty razem | Bilans punktów |
| ------- | ---------------- | ------------ | -------------- |
| 1       | AZS AWF Warszawa | 36           | 485:130        |
| 2       | Polonia Poznań   | 34           | 260:138        |
| 3       | Lechia Gdańsk    | 34           | 248:128        |
| 4       | Skra Warszawa    | 33           | 239:155        |
| 5       | Budowlani Łódź   | 31           | 203:208        |
| 6       | Posnania Poznań  | 24           | 177:333        |
| 7       | Budowlani Lublin | 18           | 151:330        |
| 8       | Ogniwo Sopot     | 14           | 110:451        |

## II liga
Równolegle z rozgrywkami I ligi przebiegała rywalizacja w II lidze. Uczestniczyło w niej pięć drużyn. Rozgrywki toczyły się w systemie jesień–wiosna, każdy z każdym, mecz i rewanż. Najlepsza drużyna awansowała do I ligi, a druga uzyskiwała prawo do gry w barażu przeciwko przedostatniej drużynie I ligi.
Końcowa klasyfikacja II ligi (na zielono wiersz z drużyną, która awansowała do I ligi, a na żółto z zespołem, który awansował do barażu o grę w I lidze):
| Pozycja | Drużyna                  |
| ------- | ------------------------ |
| 1       | Czarni Bytom             |
| 2       | Orkan Sochaczew          |
| 3       | Bałtyk Gdynia            |
| 4       | Juvenia Kraków           |
| 5       | Mazovia Mińsk Mazowiecki |

## Baraż o I ligę
W barażu rozegranym pomiędzy siódmym zespołem I ligi i drugim zespołem II ligi, prawo gry w kolejnym sezonie w I lidze obronił zespół Budowlani Lublin, który pokonał Orkan Sochaczew 21:10.

## Inne rozgrywki
W finale Pucharu Polski Lechia Gdańsk pokonała Budowlanych Łódź 19:10. W mistrzostwach Polski juniorów zwycięstwo odniosła drużyna Budowlani Łódź. 